# 依西
依西（日语：イッシー）是指据传生存于日本鹿儿岛县指宿市池田湖的水怪，它通常被描述为10~20米、皮肤呈黑色的神秘动物。依西的英语名称是“Issie”，这个名字来源于尼斯湖水怪的昵称“Nessie”但有研究者认为依西有可能是鲈鳗或鲢鱼群。

## 目击
依西的首次目击可追溯至1961年，一名目击者称看见湖中有神秘生物。1978年9月3日，18时左右，20余人在一场法要中看见了池田湖中的神秘生物。同年12月16日，一名目击者拍下了依西的照片，照片经过确认后指宿市观光协会授予这名目击者10万日元的奖金。1991年1月4日，一名目击者拍下一段依西的录像，影片中的依西呈黑色、长约30英尺（约9.1米）。